# Willy Arend
Pour les articles homonymes, voir Arend.

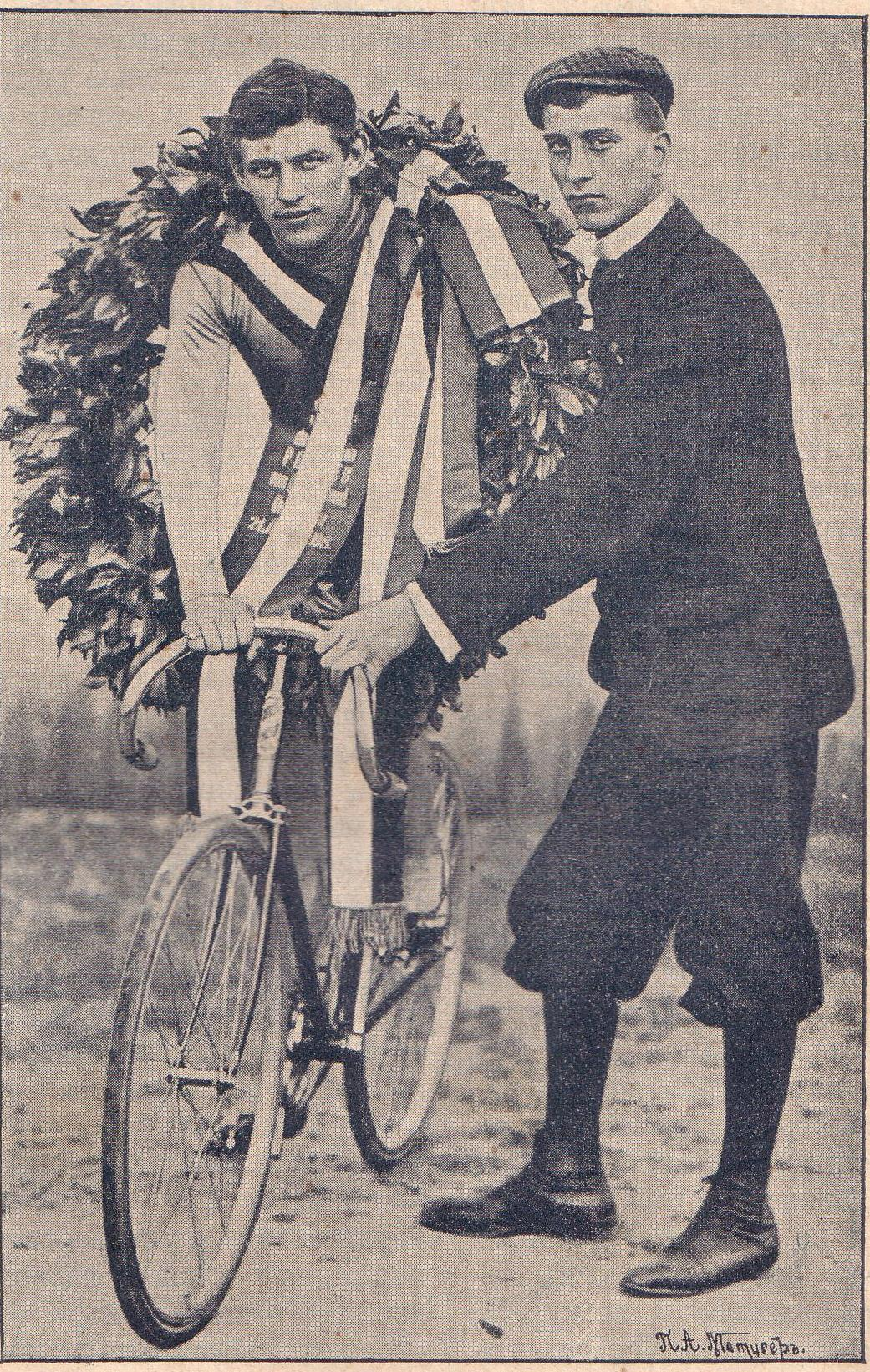
Willy Arend, vainqueur du Grand Prix d'Allemagne 1898

Willy Arend, né le 2 mai 1876 à Hanovre et décédé le 25 mars 1964 à Berlin est un coureur cycliste allemand. Spécialiste de la piste, il a notamment été champion du monde de vitesse en 1897. Il reste le premier champion du monde allemand professionnel en cyclisme et l'une des stars de son sport avant et après la Première Guerre mondiale.

## Biographie
Après avoir terminé l'école, Arend travaille comme ingénieur en bâtiment. Il découvre le cyclisme à 15 ans, sur un monocycle. Il participe à sa première course en 1894. L'année suivante, il roule sur une Safety Bicycle et remporte de nombreuses courses chez les amateurs. En 1896, il devient professionnel, son statut d'amateur commençant à être mis en doute.
En 1897, Arend devient à Glasgow, le premier allemand champion du monde professionnel en cyclisme sur piste. Il remporte le tournoi de vitesse. À trois reprises (1897, 1898 et 1901), il remporte également le championnat d'Europe de la spécialité. En 1896, il devient pour la première fois champion d'Allemagne de vitesse, titre qu'il conserve l'année suivante. En 1921, soit 25 ans après sa première victoire, il remporte une troisième et dernière fois ce titre.
En raison de sa belle apparence, il est très populaire auprès du public. Il est surnommé le « beau Willy » et bénéficie de nombreux encouragements. En 1901, sa victoire à Berlin contre le champion américain Major Taylor, fait monter sa cote de popularité. Trois jours plus tard, Taylor prendra sa revanche sur Willy Arend à Friedenau, le quartier de Berlin où se trouve le vélodrome qui voit s’affronter la star américaine et le champion allemand.
Par la suite, la bière à Berlin est vendue sous l'appellation « Arend-Bräu » et une bière est spécialement créée en son honneur : la « Willy-Arend-Marsch ».
Lors de ses meilleures années, 1895-1905, Arend gagne près de 130 000 Reichsmark, une fortune pour l'époque.
En 1901, Arend devient le premier président de l'Association des coureurs allemands (DRV).
Afin de garantir son existence, il ouvre un magasin de cigares à Berlin. Dans les années suivantes, la popularité des épreuves de vitesse redescend après du public. Les courses de demi-fond, plus spectaculaire, ont la faveur des amateurs de vélo. Arend participe alors à ces courses, mais doit se contenter de primes dix fois inférieures.
Pour cette raison, Arend participe également à onze courses de six jours, en remporte deux, en 1910 à Brême et Kiel (avec Eugen Stabe). Il bénéficie d'une très grande longévité. Ainsi en 1926, il prend sa retraite à 50 ans, après un total de 30 années comme cycliste professionnel.
Les crises économiques mondiales et les deux guerres mondiales ont réduit le patrimoine d'Arend. Il meurt dans la pauvreté à Berlin en 1964.

## Palmarès

### Championnats du monde
- Glasgow 1897
  -  Champion du monde de vitesse
- Paris 1900
  -  Médaillé de bronze de la vitesse
- Copenhague 1903
  -  Médaillé d'argent de la vitesse

### Six jours
- Brême : 1910 (avec Eugen Stabe)
- Kiel : 1910 (avec Eugen Stabe)

### Championnats d'Europe
- 1897
  -  Champion d'Europe de vitesse
- 1898
  -  Champion d'Europe de vitesse
- 1901
  -  Champion d'Europe de vitesse
- 1903
  -  Médaillé d'argent de la vitesse
- 1904
  -  Médaillé d'argent de la vitesse

### Championnats d'Allemagne
- Champion d'Allemagne de vitesse : 1896, 1897 et 1921

## Écrits
- Willy Arend : Mein schönstes Rennen  (Ma meilleure course), dans le : Sport-Album der Rad-Welt, Volume 17, 1919.
- Willy Arend : Der Radrennsport (Le sport cycliste), Vol II: Das Fliegerrennen, de la série bibliothèque pour les sports et les jeux, avec de nombreuses illustrations, éditeur : Grethlein & Co, Leipzig et Zurich, sd (vers 1920) - contient une représentation autobiographique (pages 28-96).